# Фудбалски терен Аделита Канкрин
Фудбалски терен Аделита Канкрин (енгл. Addelita Cancryn Junior High School Ground) било је игралиште за крикет у Шарлот Амалија, главном граду Девичанских острва Сједињених Држава. Земљиште припада средњој школи Аделита Канкрин.

## Историја
Прва забележена утакмица крикета која је одиграна на терену је била пријатељска утакмица између екипе Америчких Девичанских острва и екипе Тринидада и Тобага 1992. године. Први пут је забележено да је крикет тим са Америчких Девичанских острва играо тамо 1993. године против Ангвиле на Једнодневном првенству Острва заветрине 1993. Првокласни крикет је први пут игран 2003. године када је крикет тим са Острва заветрине играо са Тринидадом и Тобагом у Купу пива Кариба 2002/03. Терен је од тада одржао пет првокласних мечева за Острва заветрине, од којих је на последњем тим играо са Острва приветрине у Регионалном четвородневном такмичењу 2008/09. Тамо је постигнуто осам првокласних центурија,[3] док је такође изведено пет извлачења.